# Florida (Camagüey)
Florida é um município e cidade na Província de Camaguëy em Cuba. O município se localiza a 40 km ao noroeste de Camagüey, ao longo da estrada Carretera Central. A cidade foi estabelecida em 1907, e o município em 1924.

## Estabelecimentos
A cidade abriga um biblioteca, várias escolas do ensino primário e secundário. Lá se encontra um hospital geral e um hospital pediátrico.

## Demografia
Em 2004, o município de Florida tinha uma população de 73,612, 52,847 deles vivendo na cidade. Com um total de 1,800 km² o município tem uma densidade demográfica de 1,781/km².
O município inclui as vilas de Magarabomba e San Jerónimo.